# Constantin Stănescu
Constantin Stănescu (* 9. Mai 1928 in Bukarest) ist ein ehemaliger rumänischer Radrennfahrer.

## Sportliche Laufbahn
Bei den Olympischen Sommerspielen 1952 in Helsinki wurde er im olympischen Straßenrennen beim Sieg von André Noyelle als 29. klassiert. Die rumänische Mannschaft kam in der Mannschaftswertung auf den 12. Rang. An der Internationalen Friedensfahrt nahm er 1953 teil, schied im Verlauf des Rennens jedoch aus.